# Resistance
För andra betydelser, se Resistance (olika betydelser).
Resistance är en låt av det brittiska rockbandet Muse. Låten finns på deras album The Resistance och den släpps som singel den 22 februari 2010.
Vad gäller låtens handling, så är den väldigt inspirerad av boken 1984 av George Orwell. Boken handlar om hur Winston och Julia tillsammans kämpar för rättvisa i ett kaosartat samhälle där den auktoritära regeringen ständigt övervakar och kontrollerar befolkningen. Muse tog fasta på samma tema och har anpassat innehållet till det moderna samhället i Storbritannien. I stora drag kan man dock säga att både låten och boken handlar om samma sak, nämligen att kärleken är det enda hoppet att lyckas motstå negativa krafter utom ens kontroll.
Ett liknande tema genomsyrar även resten av albumet The Resistance där vissa låtar helt diskuterar politiska orättvisor m.m. (Uprising, United States of Eurasia, Unnatural Selection och MK Ultra) medan andra låtar är mer åt det romantiska hållet med ett kärlekstema i centrum (Undisclosed Desires, Guiding Light och I Belong to You).